# 수목원로 (포항시)
수목원로(Sumokwon-ro)는 대한민국의 경상북도 포항시 북구 죽장면 상옥리에서 시작하여, 청하면 서정리를 거쳐 연결하는 도로이다.

## 노선 경로
| 이름             | 접속 노선             | 비고      |
| ---------------- | --------------------- | --------- |
| 삼거리 명칭 미상 | 69 죽장로             |           |
| 상옥교           |                       |           |
| 삼거리 명칭 미상 | 68 수목원로79번길     | 68 진입 ↓ |
| 교량 명칭 미상   |                       |           |
| 서정삼거리       | 68 비학로, 930 비학로 | 68 진입 ↑ |

## 주요 건물 및 시설
- 경상북도수목원 - 경상북도 포항시 북구 죽장면 수목원로 647
- 유계2리마을회관 - 경상북도 포항시 북구 청하면 수목원로 1377